# Macromitrium rugifolium
Macromitrium rugifolium là một loài Rêu trong họ Orthotrichaceae. Loài này được (Hook.) Müll. Hal. mô tả khoa học đầu tiên năm 1845.